# Sénateurs de l'arrondissement de Tournai-Ath-Mouscron
L’arrondissement de Tournai-Ath pour le Sénat a été instauré en 1900 et est resté d’application jusqu’à la réforme des circonscriptions électorales  votée en 1993. Cet arrondissement a été élargi après l’arrivée en 1963 de Mouscron-Comines en province de Hainaut.
La date reprise pour le début du mandat est celle de la prestation de serment et non pas celle de l’élection.

## Sénateurs de l’arrondissement de Tournai-Ath-Mouscron (1900-1995)
| Nom                      |  | Parti            | durée du mandat                                                     |
| Octave Battaille         |  | Parti libéral    | 27 février 1914 - 5 mars 1920                                       |
| Emile Calonne            |  | POB              | 16 décembre 1921 – 24 mai 1936                                      |
| Henri Carton de Tournai  |  | Parti catholique | 16 novembre 1919 – 5 avril 1925 et 24 juin 1936 – 17 février 1946   |
| Vincent Cossée de Maulde |  | PSC              | 14 mars 1946 – 11 avril 1954                                        |
| Maurice Couplet          |  | PSC              | 29 avril 1954 – 26 mars 1961                                        |
| Auguste Criquelion       |  | Parti libéral    | 22 décembre 1932 – 24 mai 1936 et 18 avril 1939 – 17 février 1946   |
| Charles De Bruycker      |  | Parti catholique | 29 novembre 1918 – 16 novembre 1919                                 |
| Arnaud Decléty           |  | PRL              | 31 octobre 1985 – 24 novembre 1991                                  |
| Pierre Descamps          |  | PLP puis PRL     | 18 avril 1961 - 17 avril 1977 et 7 décembre 1981 - 13 octobre 1985  |
| Jean Dulac               |  | PSB puis PS      | 10 juin 1965 – 8 novembre 1981                                      |
| Simon Flamme             |  | PSB              | 14 juillet 1949 – 11 avril 1954 et 18 décembre 1962- 23 mai 1965    |
| Georges Goffin           |  | POB              | 13 novembre 1929 – 27 novembre 1932 et 24 mai 1936 – 2 février 1939 |
| Roger Henneuse           |  | PS               | 16 décembre 1991 - 21 mai 1995                                      |
| Maurice Houtart          |  | Parti catholique | 30 avril 1925 – 24 mai 1936                                         |
| Emile Huet               |  | Parti libéral    | 3 juillet 1900 - 29 janvier 1914                                    |
| Jean Kevers              |  | PSC              | 30 avril 1968 – 13 octobre 1985                                     |
| Pierre Lenfant           |  | PSC              | 31 octobre 1985 – 24 novembre 1991                                  |
| Albert Moulin            |  | POB puis PSB     | 24 juin 1936 – 5 décembre 1962                                      |
| Alfred Rosier            |  | Parti catholique | 30 avril 1925 – 26 mai 1929                                         |
| Oscar de Séjournet       |  | Parti libéral    | 3 juillet 1900 – 20 novembre 1921                                   |
| Jean-Paul Snappe         |  | Ecolo            | 16 décembre 1991 - 21 mai 1995                                      |
| Guy Spitaels             |  | PS               | 5 mai 1977 – 21 mai 1995                                            |
| Alphonse Stiénon du Pré  |  | Parti catholique | 3 juillet 1900 – 26 juillet 1918                                    |
| Camille Vangraefschepe   |  | PSB              | 14 mars 1946 – 26 juin 1949                                         |
| Jean Vinois              |  | Parti libéral    | 29 avril 1954 – 1er juin 1958                                       |
| Maurice Wacrenier        |  | Parti libéral    | 23 mars 1920 – 5 avril 1925                                         |
| Gisèle Wibaut            |  | PSC              | 18 juin 1958 – 31 mars 1968                                         |